# Conocephalus cinereus
Conocephalus cinereus är en insektsart som beskrevs av Carl Peter Thunberg 1815. Conocephalus cinereus ingår i släktet Conocephalus och familjen vårtbitare. Inga underarter finns listade i Catalogue of Life.